# Tecnologia médica
Tecnologia médica é um ramo da tecnologia que se dedica à criação e aperfeiçoamento de equipamentos e técnicas para que o progresso médico-cirúrgico seja possível.

## História
Quando falamos de medicina, uma das coisas que nos vem a cabeça são os equipamentos modernos que auxiliam os médicos a chegarem nos diagnósticos precisos e rápidos, como máquinas de raio X, tomografia computadorizada, ressonância magnética e PET/CT,mas não nos damos conta que antigamente toda essa tecnologia não era disponível aos médicos. A máquina de raio X, por exemplo, só foi criada em 1895, que permitiu a observação dos órgãos do corpo inteiro.
Antes de todos esses recursos tecnológicos utilizados para diagnosticar doenças, eram necessários medidas invasivas como visualização direta por meio de incisões, muitas vezes desnecessárias.
É possível subdividir a medicina em algumas fases, são elas:
Medicina pré-histórica:
A medicina atualmente é relaciona a médicos e hospitais, porém não foi sempre assim, antigamente existiam os curandeiros, através de análises arqueológicas e paleopatológicas é possível observar práticas de cura em 10.000 a.C. A possibilidade de pessoas morrerem ou se ferirem provocou a especialização de alguns membros na busca por soluções para esses problemas, o que gerou os primeiros curandeiros.
As primeiras práticas de cura datam de 25.000 anos, quando o braço de um neanderthal foi submetido a uma amputação. A prática foi bem sucedida e o homem sobreviveu vários anos.
Medicina medieval ou renascentista:
O Renascimento foi um grande período de crescimento intelectual e desenvolvimento artístico na Europa. Nesta época, o conhecimento deixou de ser atrelado ao divino e começou a se utilizar de métodos científicos para alcançar seus objetivos, através de experimentos observações e conclusões.
Através do método científico chegou-se a primeira descrição amplamente precisa do corpo humano, isso foi possível dissecando diversos cadáveres.
Uma curiosidade é que as cirurgias eram executadas por barbeiros, que usavam as mesmas ferramentas para as duas coisas. Cirurgias eram extremamente dolorosas, e não se sabia ao certo o que era bom ou ruim, como por exemplo o pus, ele era bom ou ruim?
Nesta época, o que determinava as técnicas de um cirurgião era sua prática, experiência pessoal, não existiam técnicas uniformizadas que se tinha informação ser a melhor para cada situação. Nesta época surgiu a suturação no lugar da cauterização, também descobriram-se técnicas mais eficazes no tratamento de ferimentos sofrido no campo de batalha. Também nesta época começaram a usar medicamentos para o tratamento de doenças.
Séculos XII e XIII:
Foi descrita a circulação precisa do sangue no corpo humano, incluindo que quem bombeia o sangue para todo o corpo humano é o coração. Também descobriram que o sangue pegava alguma substância quando passava pelo pulmão, devido a sua mudança de tonalidade, ele mudava para vermelho vivo. No Século XIII, o químico francês Antoine Lavoisier (1743-1794) descobriu o oxigênio. Foram realizadas transfusões de sangue, o uso de microscópio para estudar a estrutura do fígado, da pele, dos pulmões, do baço, das glândulas e do cérebro.
Século XIX:
Com os progressos da anatomia, da fisiologia e de outras disciplinas, a medicina firmou-se, no século XIX, como ciência experimental. Neste século, a medicina já se assemelha bastante ao que temos hoje em dia, com a melhoria do microscópio foi possível análises mais realistas do tecido humano, área chamada de histologia, que abriu caminho para o estudo da citologia, que é a base para a medicina como conhecemos hoje.

### Cronologia da tecnologia na medicina
| Ano  | Invenção                   |
| ---- | -------------------------- |
| 1895 | Raio X                     |
| 1950 | Ultra-som                  |
| 1961 | Tomografia computadorizada |
| 1973 | Ressonância magnética      |
| 1973 | PET/CT                     |

## Recursos atuais
Atualmente, tecnologia e medicina são inseparáveis, através de equipamentos como a ressonância magnética, ecocardiograma tridimensional e da tomografia é possível detectar placas de gordura das artérias, por exemplo. Já através do PET Scan é possível avaliar o fluxo sanguíneo, o oxigênio e a glicose que estão no organismo. Além disso, é possível utilizar a tecnologia para detectar tumores, dentre tantas outras doenças.

### Raio X
Antes do raio X, só existiam duas formas de descobrir o que acontecia dentro do corpo humano, a primeira era utilizar o tato, a outra seria utilizar o bisturi, ou seja, abrir o paciente. Esta situação só mudou em 1895, quando foi criado o Raio X. Ele é utilizado para auxiliar na detecção de doenças como infecções e câncer, além de avaliar estruturas ósseas.

### Ultra-som
A ultrassonografia é um dos métodos de diagnóstico por imagem mais versáteis, permitindo a diferenciação de entre órgãos e outras estruturas, lesões, tumores, tecidos anômalos, além de verificar o funcionamento de válvulas cardíacas e o desenvolvimento de fetos.

### Tomografia computadorizada
Tomografia computadorizada utiliza os raios X para captar imagens, porém oferece imagens mais precisas do que a máquina de raio X, detectando alterações muito pequenas nos ossos, tecidos e outras estruturas do corpo.

### Ressonância magnética
É um exame indolor que não gera nenhum prejuízo a saúde do paciente, Este exame é indicado para diagnóstico de diversas patologias, como:
- Esclerose múltipla;
- Tumores na hipófise e no cérebro;
- Infecções do sistema nervoso central e articulações;
- Evidenciação de ligamentos rompidos, como lesões no ombro;
- Tendinite;
- Avaliar massa dos tecidos macios do corpo;
- Avaliar tumores ósseos e hérnia de disco;
- Derrame no estágio inicial.

### PET/CT
Uma das máquinas mais modernas que existem chama-se PET/CT; é utilizado para obter imagens médicas de última geração, responsável por diagnósticos e seguimentos de alta precisão, é formado pela união de duas tecnologias, PET e CT. O PET é capaz de realizar um mapeamento metabólico do corpo, que serve para diagnostico inicial de diversos tipos de câncer, avaliação de doenças neuropsiquiátricas e cardiovasculares. O CT permite a captação de imagens anatômicas de altíssima resolução.
A junção dessas duas tecnologias proporciona uma qualidade de diagnostico muito boa, o que a torna fundamental para médicos de diversas especialidades.

### Aplicativos
Outro recurso que já é uma realidade são os aplicativos de celular associados a medicina, existem incontáveis aplicativos que fazem diversas coisas, podemos citar os que auxiliam médicos com a disponibilização de conteúdo atualizado sobre apresentação clínica, fisiopatologia, epidemiologia, protocolos de tratamentos, drogas e exames complementares a serem solicitados para uma rica lista de doenças. Outros auxiliam nos cálculos médicos, que ajudam na tomada de decisão sobre medicamentos, hidratação, reposição, taxa de gotejamento de medicamentos, sangramento admissível, correção aguda de sólido, reposição de jejum, etc. Existem opções para informar o CID de doenças, o que poderia levar alguns minutos procurando em livros, se tornou uma atividade que levam segundos.
Também existem os aplicativos voltados para os pacientes, que devem ser utilizados com cautela, pois eles não substituem médicos. Dentre as opções, existem desde os que ajudam na reeducação alimentar, organizam a quantidade de água ingerida, salvam todas as informações do paciente, como tipo de sangue, hospitais de preferência e alergias até espantadores de mosquitos.

## Futuro da tecnologia na medicina
Uma das áreas que possuem maior expectativa no futuro da tecnologia na medicina são as células troncos, mas existem diversas outras áreas que estão se desenvolvendo, são elas:

### Impressoras 3D
Impressoras 3D podem imprimir objetos sólidos em três dimensões, com base em modelos que estão armazenados no computador. Para ser útil na medicina, é necessário encontrar materiais que sejam compatíveis com o corpo humano. Atualmente são utilizados materiais como metal e plástico para recriar partes do corpo humano, que são obtidas através da ressonância magnética. Porém a perspectiva para o futuro é que se possa utilizar células vivas como matéria prima para essas peças. Além disso, espera-se conseguir criar órgãos através das impressoras, o que acabaria com as filas de transplante.

### Cirurgia robótica
Atualmente, robôs operados por humanos realizam procedimentos para remoção de tumores cancerígenos, além de serem utilizados na urologia, ginecologia, etc. A robótica permite que médicos operem pessoas a distância, além disso, o robô tem a capacidade de filtrar os tremores do cirurgião. Para os pacientes, as principais vantagens são: menor dor no pós operatório, menor incidência de infecção, menor perda de sangue, etc.

### Órgãos artificiais e nanotecnologia
Na última década, os investimentos ligados a nanotecnologia tem se intensificado bastante, e países como Brasil, Rússia e China tem investido vultuosos valores para desenvolver essa área.
Com o avanço da nanotecnologia e o desenvolvimento cada vez mais sólido das células-tronco, o transplante de órgãos criados em laboratório estão cada vez se tornando uma realidade mais próxima. Recentemente foi realizado o primeiro transplante de traqueia artificial, desenvolvido por cientistas da University College London.
Nano robôs são uma grande aposta para o futuro, dentre suas funções, eles poderão levar o medicamento da quimioterapia diretamente para as células, tornando o tratamento muito mais eficaz que o realizado atualmente, além disso, poderão levar oxigênio, destruir bactérias, reparar células e uma infinidade de outras coisas.

### Cirurgia de cabeça e transferência de memória
Sempre foi da natureza do homem querer viver mais, e esta busca pela vida eterna vem se intensificando cada vez mais. Se a lei de Moore continuar a ocorrer, um supercomputador logo poderá simular um cérebro, porém, a velocidade do computador não é o único fator preponderante na equação.
Uma estimativa da conta que todo o mapeamento do cérebro ocuparia 20.000 TB, porém alguns fatores podem levar esse valor a números muito maiores.
As pesquisas para transferir o pensamento do homem para um computador ainda estão longe de se tornar realidade, dada a grande quantidade de neurônios e a extrema complexidade do cérebro humano, o que levou pesquisadores a trabalhar com vermes, que foi o primeiro ser a ter seu cérebro totalmente mapeado, além de possuir poucos neurônios. Pesquisadores já conseguiram mapear o cérebro de um verme para dados no computador, posteriormente criando um avatar com rodas e músculos para abrigar o verme.
O que era inimaginável, está cada vez mais próximo de se tornar realidade, o transplante de cabeça. Sergio Canavero, um neurocirurgião italiano, será o primeiro cirurgião a executar uma transferência de cabeça, ele alega que não será possível apenas transportar a cabeça de uma pessoa que tem sofre de uma doença muscular incurável, no futuro seria possível clonar seu próprio corpo para se manter eternamente jovem.
Porém, a ideia inicial é apenas transportar uma cabeça saudável para um corpo saudável, para tanto se usará uma substância chamada polietilenoglicol para colar a cabeça ao corpo. Como curiosidade, o neurocirurgião acredita que a cirurgia custará 13 milhões de dólares e uma equipe de 130 médicos, além de 36 horas.